# Хвасон-5
Хвасон-5 е севернокорейска тактическа балистична ракета, подобрено копие на руската Р-300.

## Разработка и описание
В края на 70-те години Египет изнася малък брой руски ракети Скъд в знак на благодарност за подкрепата на КНДР във Войната от Йом Кипур. През 1981 е започнато производство на новите ракети в завод номер 125 край Пхенян, но подобренията по тях са направени с годините. През 1983 Иран и КНДР подписват споразумение, според което Техеран може да произвежда копие, известно като Шахаб-1. Подобрения по корпуса и управлението са направени през 1985. Същевременно започва и разработката на по-добър вариант, Хвасон-6. По-късно Северна Корея помага и на Египет да започне собствено производство. Тестовете започват през 1984. Проведени са 7 изстрелвания, но само 3 са били успешни. Произведени са близо 300 ракети, от които 180 са на въоръжение, а останалите 120 са изнесени за Иран, Йемен, Египет и ОАЕ.

## Оператори
- Египет – т.нар. „Проект-Т“
- Иран – неизвестен брой ракети, вероятно над 200
- Йемен – купува ракети от КНДР в края на 90-те.[1] През 2002 недалеч от бреговете на Йемен е задържан кораб с 15 севернокорейски ракети Скъд (Хвасон-5), който по-късно е пуснат и достига крайната си цел.
- Либия – вероятно притежава ракети Хвасон-5. Северна Корея е изпратила кораб с части, гориво и чертежи на своите ракети Скъд в края на 90-те години.[2]
- Северна Корея – ~180
- Обединени арабски емирства – купуват 25 ракети през 1989, които са складирани и не са в активна експлоатация.

### Непотвърдени
- Виетнам – през 1998 купува севернокорейски ракети с малък обсег, възможно е част от тях да са били и Хвасон-5.
- Етиопия
- Ирак – настоява да купи Хвасон-5 през 1991, но КНДР отказва.
- Република Конго
- Сирия